# Richard H. Stanton

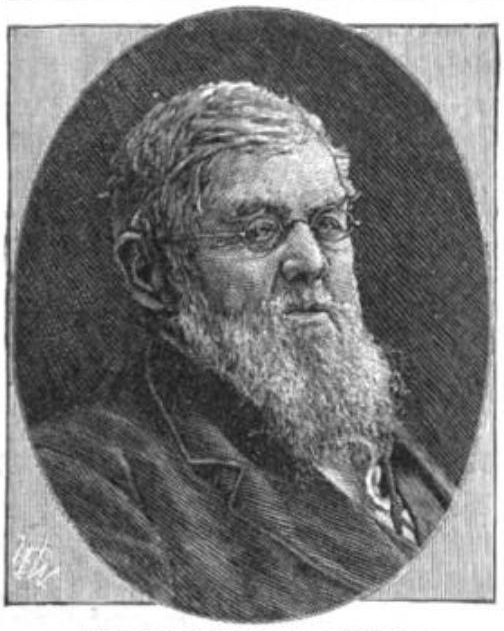
Richard H. Stanton

Richard Henry Stanton (* 9. September 1812 in Alexandria, Virginia; † 20. März 1891 in Maysville, Kentucky) war ein US-amerikanischer Politiker. Zwischen 1849 und 1855 vertrat er den Bundesstaat Kentucky im US-Repräsentantenhaus.

## Werdegang
Richard Stanton besuchte nach der Vorschule die Alexandria Academy. Nach einem anschließenden Jurastudium und seiner 1835 erfolgten Zulassung als Rechtsanwalt begann er in Maysville in diesem Beruf zu arbeiten. Zwischen 1835 und 1842 gab er auch die Zeitung „Maysville Monitor“ heraus. Außerdem war er zeitweise Posthalter in Maysville. Politisch war er Mitglied der Demokratischen Partei.
Bei den Kongresswahlen des Jahres 1848 wurde Stanton im zehnten Wahlbezirk von Kentucky in das US-Repräsentantenhaus in Washington, D.C. gewählt, wo er am 4. März 1849 die Nachfolge von John Pollard Gaines von der Whig Party antrat. Nach zwei Wiederwahlen konnte er bis zum 3. März 1855 drei Legislaturperioden im Kongress absolvieren. Von 1849 bis 1853 war er Vorsitzender des Ausschusses zur Verwaltung der öffentlichen Liegenschaften; von 1853 bis 1855 leitete er den Wahlausschuss. Seine Zeit im Kongress war von den Ereignissen im Vorfeld des Bürgerkrieges geprägt.
Bei den Wahlen des Jahres 1854 verlor Stanton gegen Samuel F. Swope von der American Party. Von 1858 bis 1861 arbeitete er als Staatsanwalt. Im Jahr 1868 war Stanton Delegierter zur Democratic National Convention in New York, auf der Horatio Seymour als Präsidentschaftskandidat nominiert wurde. Von 1868 bis 1874 war er Bezirksrichter in Kentucky; danach praktizierte er bis 1885 als privater Rechtsanwalt. Anschließend zog sich Richard Stanton in seinen Ruhestand zurück. Er starb am 20. März 1891 in Maysville.